# Krchleby (Rychnov nad Kněžnou-i járás)
Krchleby település Csehországban, Rychnov nad Kněžnou-i járásban. Krchleby Vrbice, Svídnice, Borovnice, Kostelecké Horky és Chleny településekkel határos. Lakosainak száma 108 fő (2024. január 1.).

## Népesség
A település lakosságának változását az alábbi diagram mutatja:
| Lakosok száma | 207  | 189  | 169  | 116  | 90   | 80   | 85   | 88   | 110  | 108  |
|               | 1869 | 1890 | 1921 | 1950 | 1980 | 2001 | 2017 | 2019 | 2022 | 2024 |